# Verband der pyrotechnischen Industrie
Der Verband der pyrotechnischen Industrie (VPI) ist ein deutscher Fachverband mit Sitz in Ratingen. Er vertritt die Interessen seiner Mitglieder aus der pyrotechnischen Branche, darunter Industrie- und Handelsunternehmen in den Bereichen Silvesterfeuerwerk, Groß- und Bühnenfeuerwerk sowie pyrotechnische Munition. Dem Verband gehören derzeit 23 Mitglieder an.

## Geschichte
Der Verband wurde 1963 unter dem Namen "Verband der Hersteller pyrotechnischer Gegenstände" gegründet, um die Interessen der Feuerwerkshersteller in Deutschland zu vertreten. Im Jahr 1989 erfolgte eine Umbenennung in Verband der pyrotechnischen Industrie (VPI), da Import und Handel mit pyrotechnischen Gegenständen zunehmend an Bedeutung gewannen.
Heute fungiert der Verband als Ansprechpartner für Themen rund um Feuerwerk und industrielle Fertigungsmethoden in der Pyrotechnik. Mit Stand 2025 zählt der Verband 23 Mitgliedsunternehmen.

## Mitglieder
Zu den Mitgliedern des VPI gehören die größten Feuerwerksunternehmen in Deutschland (WECO Feuerwerk GmbH, COMET Feuerwerk GmbH, NICO Feuerwerk GmbH, NICO Europe GmbH) sowie Fachhändler, Großfeuerwerker, Pyrotechniker und Hersteller von Bühnen- und Großfeuerwerk und pyrotechnischen Gegenständen für die Automobilindustrie:

## Organisationsstruktur
Der VPI ist innerhalb der Eisen- und Stahlindustrie dem Fachverband Industrie Verschiedener Eisen- und Stahlwaren e. V. (IVEST) zugeordnet, welcher wiederum dem Wirtschaftsverband für Stahl- und Metallverarbeitung (WSM) angehört.
Innerhalb des VPI bestehen verschiedene Gremien, darunter der Vorstand, die Mitgliederversammlung und zwei Arbeitskreise. Diese beschäftigen sich mit technischen sowie rechtlichen Fragen und mit der Öffentlichkeitsarbeit des Verbands.

## Aufgaben und Zielsetzungen
Der Verband setzt sich für die Interessen seiner Mitglieder gegenüber Politik, Gesellschaft und Medien ein. Zu den Kernaufgaben zählen laut eigener Aussage:
- Vertretung in Fragen des deutschen Sprengstoffgesetzes
- Überwachung des Marktes
- Normierung von Klein- und Großfeuerwerk
- Einhaltung der EU-Pyrotechnik-Richtlinie
- Bekämpfung illegaler Importe und der Herstellung illegalen Feuerwerks
- Auseinandersetzung mit Umweltaspekten wie Feinstaubbelastung

## Positionen

### Feinstaubemissionen
Aufgrund einer Veröffentlichung des Umweltbundesamtes Ende 2018, geriet die pyrotechnische Branche in die Schlagzeilen. Hintergrund war eine Stellungnahme des Umweltbundesamtes, wonach in Deutschland durch Feuerwerk Emissionen von jährlich ca. 4.500 Tonnen Feinstaub freigesetzt werden. Diese Zahl wurde später von der Deutschen Umwelthilfe (DUH) aufgegriffen und auf 5.000 Tonnen Feinstaub angehoben. Die DUH nahm diese Zahl zudem zum Anlass, ein Verbot von privaten Feuerwerken in 31 deutschen Innenstädten zu fordern. Der VPI wies darauf hin, dass diese Werte auf Modellrechnungen basierten und nicht durch Messungen unter realen Bedingungen bestätigt wurden und gab 2019 eine wissenschaftliche Untersuchung zur Feinstaubbelastung durch Feuerwerk in Auftrag. Daraufhin wurden die Zahlen korrigiert. Nach den korrigierten Angaben des Umweltbundesamtes werden jährlich rund 2.050 Tonnen Feinstaub (PM₁₀) durch das Abbrennen von Feuerwerkskörpern freigesetzt, der Großteil davon in der Silvesternacht. Dies entspricht in etwa einem Prozent der gesamt freigesetzten Feinstaubmenge in Deutschland.

### CO₂-Emissionen
Laut VPI trägt Feuerwerk mit einem Millionstel zu den gesamten CO₂-Emissionen Deutschlands bei. Die Freisetzung von CO₂ durch eine Tonne Nettoexplosivstoffmasse wird mit 156 kg angegeben.

### Feuerwerksverbote
Der VPI spricht sich gegen generelle Verbote von Feuerwerk aus und verweist auf bestehende gesetzliche Regelungen im Sprengstoffgesetz, die bereits Einschränkungen für bestimmte Gebiete und Zeiten vorsehen. Der Verband warnt mit Blick auf die Forderung nach mehr kommunalen Handlungsspielräumen bei der Ausweisung von Verbotszonen vor einem Dominoeffekt, der zu einer schleichenden Abschaffung des privaten Feuerwerks in Deutschland führen könnte.

### Maßnahmen gegen illegales Feuerwerk
Der VPI verurteilt den Missbrauch von Feuerwerkskörpern sowie die Verwendung illegaler Pyrotechnik. Um dem Problem entgegenzuwirken, wurde unter anderem 2022 der "Arbeitskreis gegen illegales Feuerwerk" (AGIF) gegründet.

## Forschung & Entwicklung
Der Verband setzt sich laut eigener Aussage für eine innovative und nachhaltige Neuausrichtung der Branche ein. Nach eigenen Angaben können mittlerweile die meisten der Artikel nahezu plastikfrei angeboten werden. Dies betreffe sowohl die Produktbestandteile als auch deren Verpackung. Beispielsweise wurden Plastik-Raketenspitzkappen, Plastik-Standfüße von Fontänen und Plastik-Anzündschnurabdeckungen durch biologisch abbaubare Materialien ersetzt.

## Wirtschaftliche Bedeutung
Die Umsätze der Branche schwankten in den letzten Jahren erheblich. Während 2018/2019 ein Umsatz von 133 Millionen Euro erzielt wurde, sank dieser während der COVID-19-Pandemie durch Verkaufsverbote auf 20 Millionen Euro (2020/2021). Nach der Aufhebung der Einschränkungen erholte sich die Branche, und 2024 wurden 197 Millionen Euro umgesetzt. Der gesamt Branche werden rund 3.000 Arbeitsplätze zugerechnet.